# UiO-66(Hf)
UiO-66(Hf)是一种金属有机框架材料，化学式为C48H28Hf6O32。它可由四氯化铪和对苯二甲酸在甲酸的存在下于二甲基甲酰胺中反应制得。它的BET表面积为940 m2·g−1，Langmuir表面积为1082 m2·g−1，孔体积为0.42 cm3·g−1。
它的结构由高分辨同步辐射X射线衍射得到，它以立方晶系Fm3m空间群结晶，晶胞参数a=20.7006(3) Å，V=8870.5(4) Å3，它的金属簇Hf6(OH)4O4在脱水后变为Hf6O6。